# Římskokatolická farnost Prackovice nad Labem
Římskokatolická farnost Prackovice nad Labem (lat. Praskovicium) je církevní správní jednotka sdružující římské katolíky na území obce Prackovice nad Labem a v jejím okolí. Organizačně spadá do litoměřického vikariátu, který je jedním z 10 vikariátů litoměřické diecéze. Centrem farnosti je kostel svatého Matouše v Prackovicích nad Labem.

## Historie farnosti
První zmínka o farní lokalitě Prackovice se nachází již v tzv. zakládací listině litoměřické kapituly z roku 1057, kdy byla obec pod duchovní správou litoměřické kapituly. Vlastní farnost byla založena až v roce 1384. Od roku 1696 jsou vedeny farní matriky. Farnost byla obnovena v roce 1802.
Od 1. září 2019 je farnost spravována excurrendo z Litoměřic v rámci litoměřické farní kolatury. Před tímto datem byla farnost administrována excurrendo z Lovosic.

### Duchovní správcové vedoucí farnost
Začátek působnosti jmenovaného v duchovní správě farnosti od roku:
- 1726 admin. Andreas Thadd. Seekert
- 1733 admin. Car. Müller
- 1758 admin. Ioann. Jos. Schulle
- 1767 admin. Bernard. Elster
- 1776 admin. Ioann. Nep. Fischer
- 1786 admin. Aug. Schindler de Lauro
- 1797 Franc. Partsch, n. 30. 6. 1761 Litoměřice, o. 29. 7. 1786
- 1826 Georg. Hügel, n. 7. 11. 1793 Oschellens., o. 2. 2. 1819
- 1827 Josef Brunner, n. 25. 1.1 794 Osek, o. 27. 12. 1816, † 6. 12. 1868
- 1869 par. vacat, admin. int. Ferd. Kašper
- 1870 Mich. Fehrer, n. 28. 1. 1818 Souš, o. 29. 7. 1842, † 15. 4. 1893
- 1876 Ferd. Kasper, n. 14. 9. 1838 Hainspach, o. 29. 7. 1863, † 5. 4. 1920
- 1878 Vinc. Ullmann, n. 21. 1. 1833 Buchan, o. 1. 8. 1859
- 1887 Josef Linke, n. 23. 9. 1830 Leipa, o. 25. 7. 1854, † 4. 6. 1888
- 1888 Friedr. Holoubek, n. 4. 3. 1840 B. Kamnic., o. 29. 7. 1863, † 23. 7. 1907
- 1895 Jos. Bárta, n. 16. 1. 1869 Martinovice, o. 24. 5. 1891, † 12. 7. 1931
- 1906 Rud. Hyšperský, n. 2. 3. 1864 Rychnov, o. 22. 5. 1887, † 24. 5. 1934
- 1910 Franc. Dražil, n. 21. 10. 1870 Oujezd Svijanský, o. 17. 6. 1894, † 21. 2. 1943
- 1939 par. vacat, admin. exc. Henr. Franz
- 1. 3. 1940 Antonín Grohmann, n. 18. 3. 1887 Johannesberg, o. 16. 7. 1911, † 15. 1. 1944
- 4. 9. 1945 par. vacat, admin. exc. Henr. Franz
- 28. 8. 1946 Josef Hille
- 1. 1. 1949 Hermann Schmid
- 25. 2. 1959 František Kubát
- 5. 3. 1959 Václav Černý
- 1. 4. 1959 František Polášek
- 1. 8. 1966 Milan Bezděk, admin. exc. z Lovosic
- 15. 2. 1978 Anton. Danišovič OFM
- 1. 7. 1978 Vratislav Hartman
- 1. 4. 1979 Václav Černý
- 15. 9. 2011 Roman Karol Depa, admin. exc. z Lovosic
- 1. 9. 2019 Józef Szeliga, admin. exc. z Litoměřic[3]

Kromě kněží stojících v čele farnosti, působili ve farnosti v průběhu její historie i jiní kněží. Většinou pracovali jako farní vikáři, kaplani, katecheté, výpomocní duchovní aj.

## Území farnosti
Do farnosti náleží území těchto obcí:
- Prackovice nad Labem (Praskowitz an der Elbe[p 2])
- Litochovice nad Labem (Lichtowitz[p 2])

## Římskokatolické sakrální stavby na území farnosti
| | Fotografie | Stavba                     | Místo                 | Bohoslužby                      | Zeměpisné souřadnice            | Status       | Číslo kulturní památky           |
| Kostel | Kostel     | Kostel                     | Kostel                | Kostel                          | Kostel                          | Kostel       | Kostel                           |
| --- | ---------- | -------------------------- | --------------------- | ------------------------------- | ------------------------------- | ------------ | -------------------------------- |
| 1. |            | Kostel sv. Matouše         | Prackovice nad Labem  | bližší informace o bohoslužbách | 50°34′7″ s. š., 14°2′3″ v. d.   | farní kostel | 14250/5-2235 (Pk•MIS•Sez•Obr•WD) |
| Kaple |            |                            |                       |                                 |                                 |              |                                  |
| 2. |            | Kaple sv. Jana Nepomuckého | Litochovice nad Labem | bližší informace o bohoslužbách | 50°33′27″ s. š., 14°1′58″ v. d. | obecní kaple | 37873/5-2153 (Pk•MIS•Sez•Obr•WD) |
| Některé drobné sakrální stavby a pamětihodnosti lze dohledat zde v databázi Drobné sakrální památky Zaniklé sakrální stavby lze dohledat zde v databázi Poškozené a zničené kostely, kaple a synagogy v České republice |            |                            |                       |                                 |                                 |              |                                  |

Ve farnosti se mohou nacházet i další drobné sakrální stavby, místa římskokatolického kultu a pamětihodnosti, které neobsahuje tato tabulka.

## Galerie

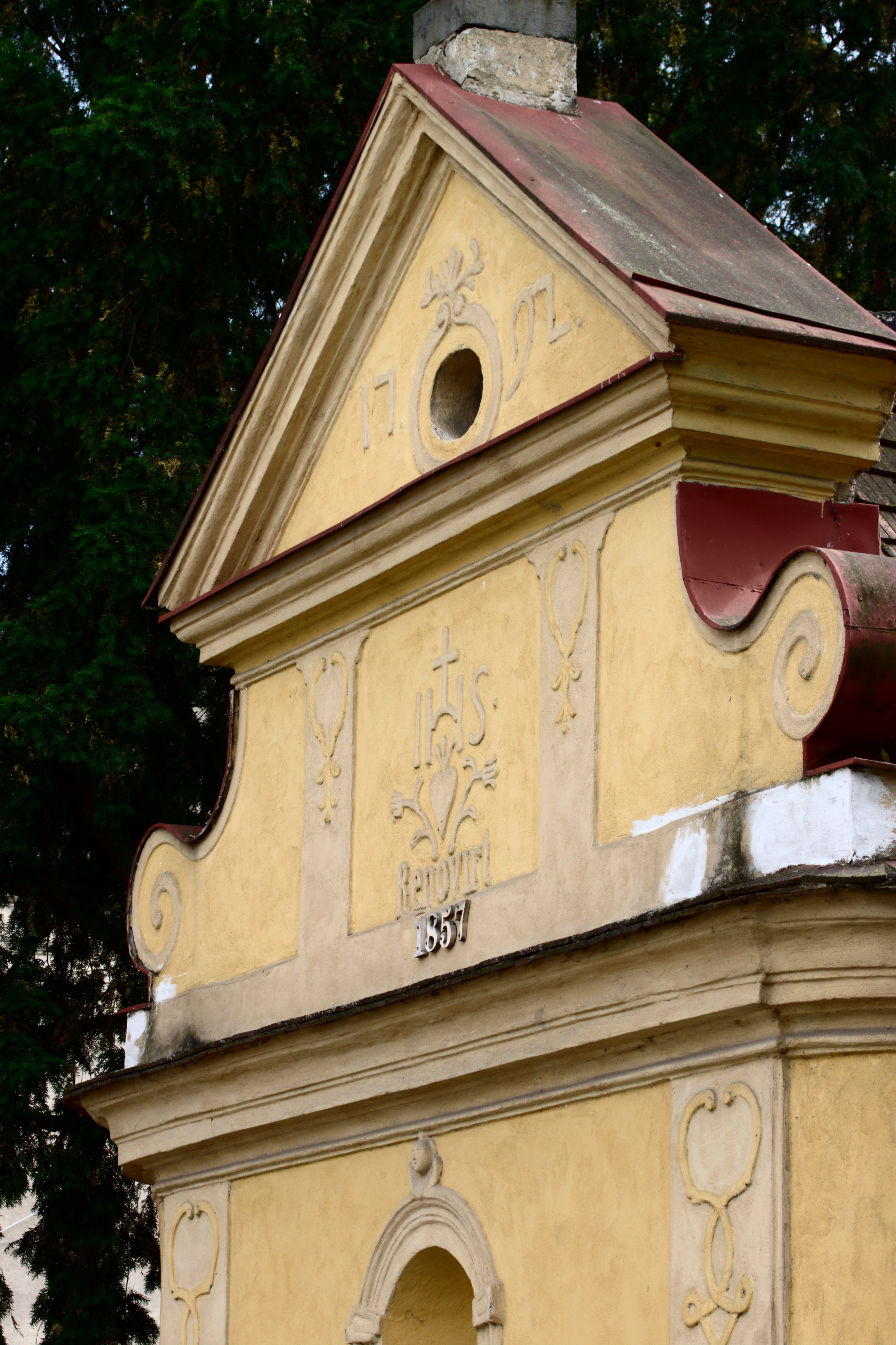
Štít kapličky v Litochovicích nad Labem
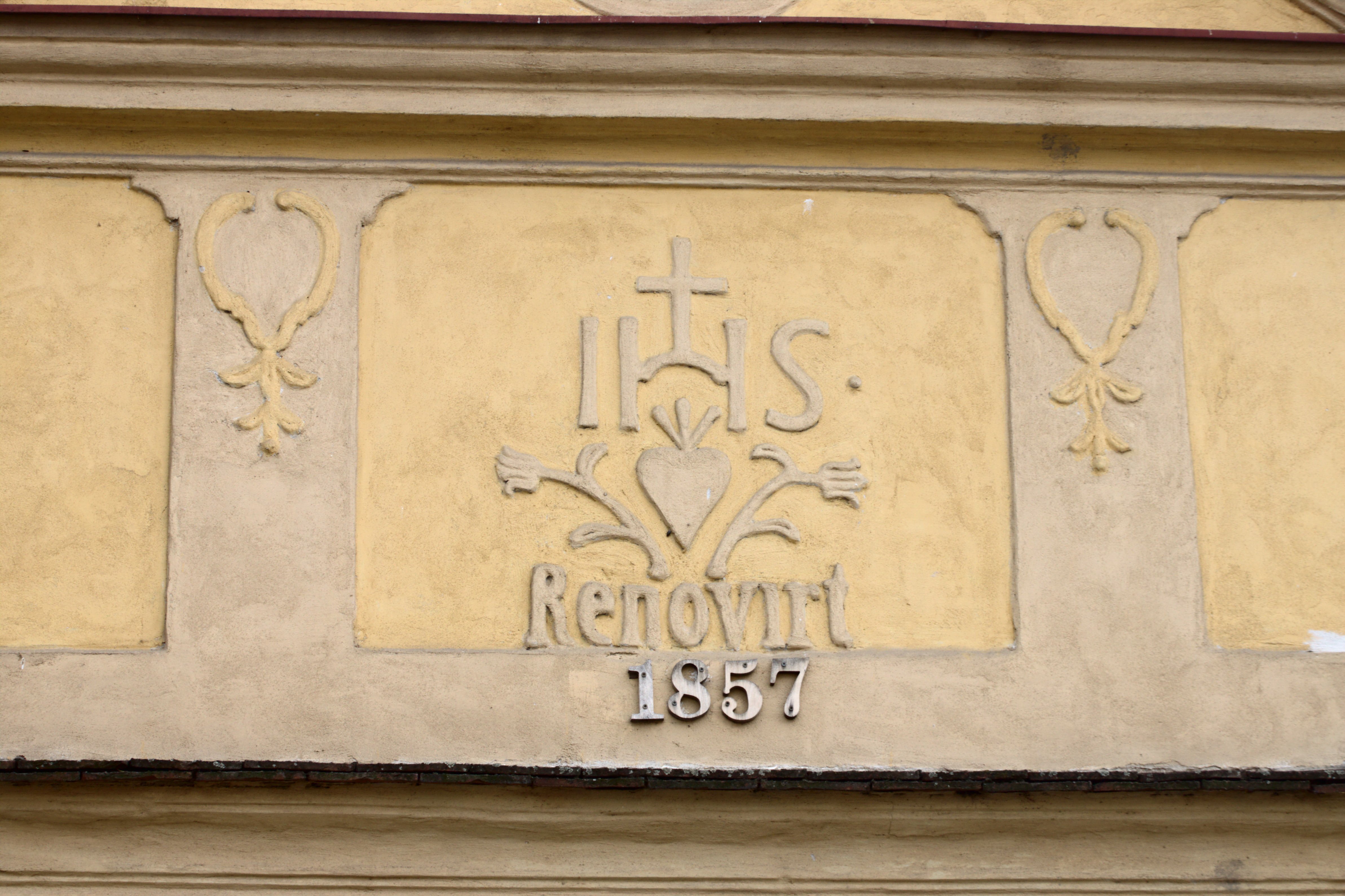
Detail štítu kapličky v Litochovicích nad Labem
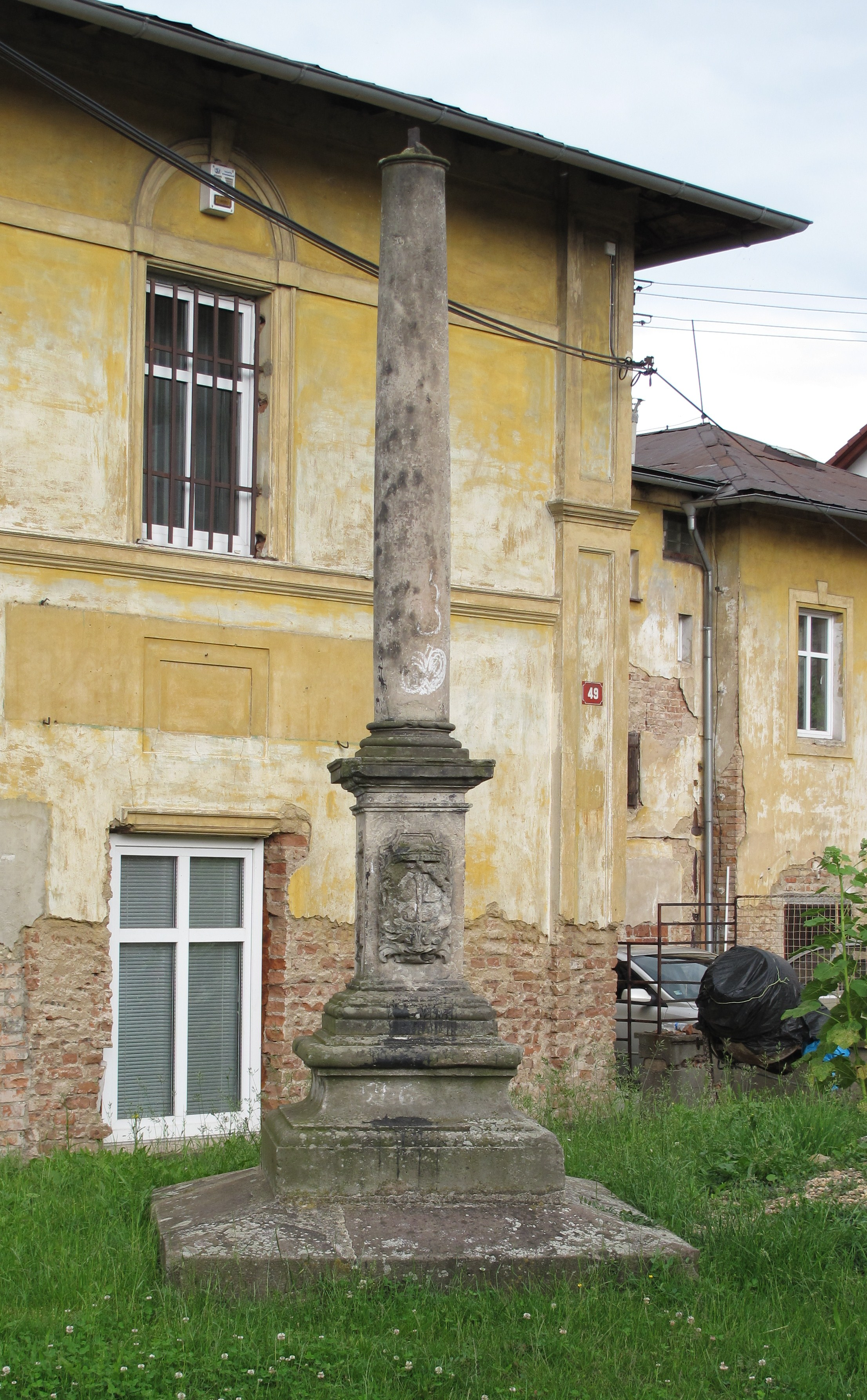
Sloup, Litochovice nad Labem